# Stenogobius macropterus
Stenogobius macropterus är en fiskart som först beskrevs av Paul Georg Egmont Duncker 1912.  Stenogobius macropterus ingår i släktet Stenogobius och familjen smörbultsfiskar. Inga underarter finns listade i Catalogue of Life.